# 先天性
先天性（せんてんせい、英: Congenital）とは、通常は生物の特定の性質が「生まれたときに備わっていること」「生まれつきにそうであること」という意味で用いられる。「先天的」という形容詞の形で普通使用する。「先天」と云う言葉は、『易経』に現れる言葉である。対語は「後天性」であり、この言葉は「生まれた後で備わったこと」の意味になる。
また哲学上の用語としては、ア・プリオリ(a priori)の訳語として使われる。ア・プリオリはラテン語で「の前に」という意味で、「先天的」の他に「先験的」という訳語がある。

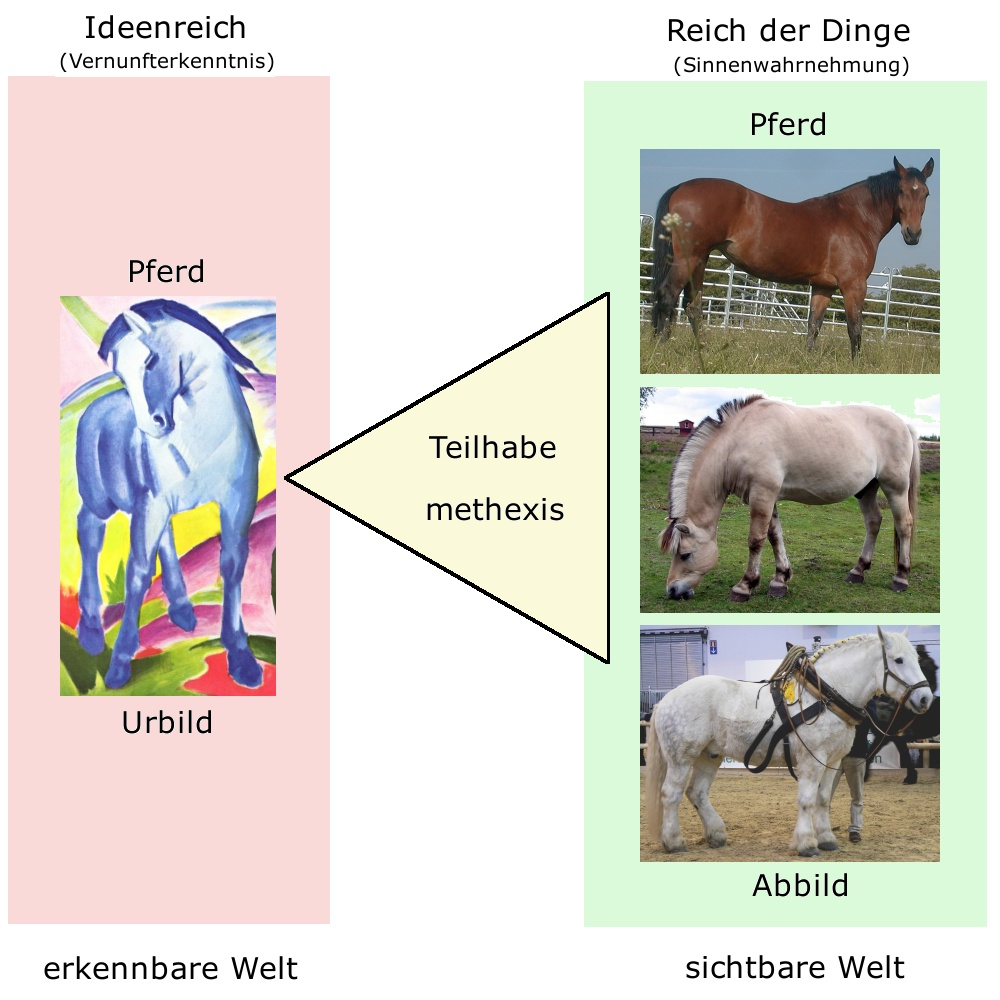
プラトーンのイデア説 （原像と事物）

## 概説
人間や動物などで、特徴や性質が先天的というのは、生まれたときにすでにその形質や性質が個体に備わっていることを意味する。生物は受精以降、遺伝子発現の影響を受け、胎児（または幼生）の段階で母体などの環境（遅滞遺伝など）の影響を受ける。しかし「先天的」とは「遺伝的」を意味するとは限らない。母体の影響や遅滞遺伝などには遺伝しないものがある。また遺伝子決定的な特徴だけをさすとは限らない。先天的であっても環境の影響を受ける性質は多い。また生まれた時にすでに顕著な特徴としてそれを持っているとは限らない。永久歯が生えることは遺伝子決定的であるが、生まれた時の特徴ではない。したがって先天的と言う場合には、遺伝子発現の直接の結果なのか、遺伝子以外の要因で決定されるのか、「決定」か「影響を受ける」か、生まれた時に顕著か顕著でないかなどを区別する必要がある。
先天性に対するのは後天性で、これは、誕生の後に、成長や経験、学習を通じて、個体の特徴や行動の様式、世界の把握や経験と知識が決まる、あるいは影響を受けることを意味する。

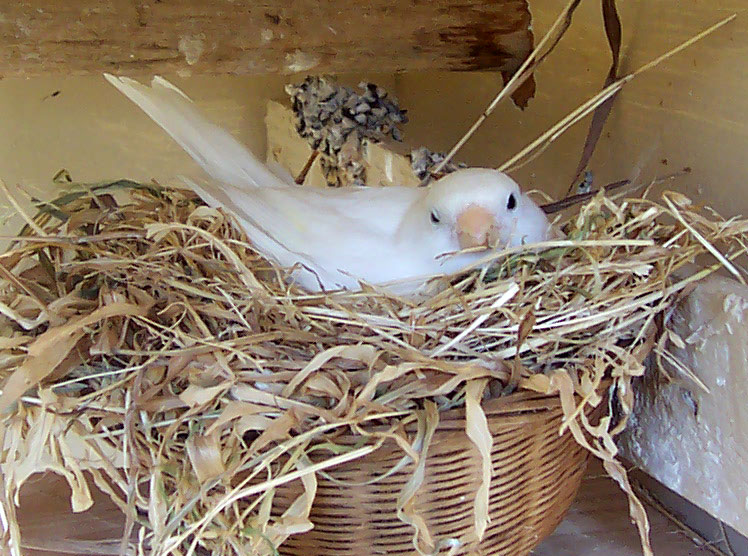
巣で卵を抱く白カナリア

人間が持っているほとんどすべての知識などは、後天的に経験などを通じて学習したものであるが、知識であって先天的なものもある。
動物の場合は、経験による学習を通じなくとも、様々な実際的な知識を生まれながらに身に付けている。これらは「本能」、あるいは本能行動と呼ばれることがある。例えば鳥が営巣するとき、あるいはビーバーがダムを造るとき、巣の作り方やダムの作り方を鳥を大まかに知っている。これが先天的な部分である。
しかし営巣や求愛行動は模倣や試行錯誤によって影響を受ける。例えばアオアズマヤドリの営巣は若い個体よりも高齢の個体の方が洗練されている。したがって性質が先天、あるいは後天のどちらかで「決定」されるとはかぎらず、先天的な性質、後天的な性質と二分できるわけではない。特に生物の行動を扱う分野、発達心理学、動物行動学などでは特定の特徴がどのように遺伝と環境の影響を受けるか（遺伝と環境がどのように相互作用するか）に注目し、先天か後天かという二分法は用いられなくなっている。人間の知識の場合、素朴心理学（心の理論）の他、素朴生物学、素朴物理学、素朴分類学といった生まれつきの知識があると提案されているが、それが実際にどの程度先天的なのかは議論がある。
代表的な先天的に決定される形質は鳥類や哺乳類における雌雄、人間の生物学的性などである。また多くの動物の血液型なども先天的な性質である。

## 生物の形質の先天性

### 遺伝子の影響
すべての生物は、ウイルスを例外として、二重螺旋の染色体または DNA 上にある遺伝子の配置パターンによって、生物としての基本設計が決まっている。人間が二本の脚を持ち、一対の手（または腕）と直立型の体機制を持つことは遺伝子決定的である。他方、鳥類には基本的に翼があることや、魚類の四肢は手足としては発達・進化しておらず、鰭を持ち、鰓呼吸するなども同様である。
生物学における種の概念が、遺伝子のパターンと、それによる形質のありよう、体構造や更に生殖の可能性から決まっている。犬からヒツジの子供は産まれないし、馬や牛から人間の子供は産まれない。生物界における種の安定と多様性の秩序は先天的に決まっている。
動物の雌雄も遺伝子によって決定されるものが多い。魚類などには栄養状態や雌雄の性比などの環境条件で、雄と雌が自然的に性転換するものがいるが、哺乳類・鳥類などの雌雄は遺伝子で決定されている。また血液型とか色神なども遺伝子で決まっており、男女の内性器、外性器の発達なども遺伝子決定的であるが、性成熟の時期は環境（主に栄養状態）の影響を受ける。身長や体格なども遺伝の影響を強く受けることが分かっているが、環境の影響も同様に大きい。ミツバチの幼虫が働きバチになるか女王蜂になるかはエサによって決まる。つまり後天的に決定される。しかし「エサによってどのように育つかが決まる」という性質は先天的に決定されている。
人間の場合の人格の基礎をなす精神の気質的部分も、遺伝の影響を受けていると考えられる。また犯罪者を多数輩出した家系や、逆に、音楽家として著名なバッハ一族のように、音楽の才能において卓越した人物を輩出した家系の研究からは、ある種の人格の要素や音楽・数学の才能などは、遺伝子にある程度の決定性要因があることが想定されている。これらは先天的な要因の存在を意味する。

### 発生過程の影響
「先天的」とは「生まれる前」のことを意味するが、生物は受精のあと、「生まれるまで」に、胚、胎児として個体発生の期間を持つ。その間に卵子や母胎、環境の影響と、遺伝子発現の影響を受ける。
多くの海生生物（水生生物）の受精卵は、物質の交換・物理的環境など外界と密接に関係しているため、外部環境によって発生に影響が出ることが知られている。通常、大きな環境変化は発生そのものを停止させる（すなわち致死性である）が、死に至らないまでも、催奇性物質による奇形、環境ホルモンによる性の未分化もしくは逆転などの異常発生が報告されている。異常とまではいかなくとも、体の大きさなどは発生時の環境に依存することがある。
有羊膜類は、発生過程における外界の変化から胚を守るために羊膜を発達させたグループであると考えられているが、それでも発生における外的環境と無縁ではない。一部の爬虫類における温度依存性決定は、胚が成長する過程の温度によってその個体の性が決定される。これらの動物（ワニ・カメなど）では、染色体に性染色体自体が発見されないことが多く、性は環境に依存する。温度依存性決定のシステム自体は遺伝的であり、性そのものは非遺伝的（環境的）に決定される。
母胎内で胚を育てる胎生の動物は、母体そのものを外的環境とするため、胚は生息域の物理的・化学的環境から比較的隔離されている。胎盤を持つ軟骨魚類・爬虫類・哺乳類などではさらに必要とする物質交換（酸素/二酸化炭素・栄養物/老廃物）以外の物質の交換が胎盤の関門によって妨げられる傾向があるため、さらに防御の度合いが高い。しかし、換言すれば外的環境を全て母体に委ねるため、母体の健康状態、関門をくぐり抜けてしまう化学物質の影響を受けてしまうことがある。
もっともよく調べられている動物であるヒトの例では、母体がダイエットや飢餓などで栄養不良に陥っている場合に血流不足などから胎児の発達が影響を受ける。これは子の糖尿病の発症のしやすいさにも影響を与える。また母親の喫煙によるニコチンや、食物に含まれる環境ホルモン、サリドマイドの催奇性事件が示すように、母体が摂取した薬物が、胎盤を通じて胎児の発生と成長に影響を及ぼすことが知られている。また母体におけるトキソプラズマ、風疹などの感染や、垂直感染としての性病・性感染症、例えば、梅毒、淋菌性感染症、クラミジア、B型肝炎、単純ヘルペスウイルス、そして近年問題となっているHIVなどが経胎盤感染で胎児に感染することがある。
人間における男女の分化においても、遺伝子での一次的な決定があるが、しかし精巣や卵巣の基本生殖器や、男性の睾丸、陰茎、女性の子宮、膣などの一次生殖器官は、胎児の側の性ホルモンに対する対応機構と、母胎における性ホルモンの分泌のあいようで発生に影響が出る。大脳の発生と展開においても、性ホルモンの相互作用が大きな意味を持ち、男性脳と女性脳、あるいはその中間的な大脳のヴァリエーションが胎児段階で生まれることがある。
生物の発生過程における「生まれながら」のという言葉の意味は、こうして、遺伝子発現と発生中の環境の影響、双方の影響を受ける。

## 人間における先天性

### 身体における先天性

#### 先天的疾患（先天性異常）
身体や肉体の形質的な特徴は、一般に先天的な影響を受ける。サリドマイドなどの薬物による奇形の誘導は、後天的な原因によるものとも考えられるが、それ以外に、人口の一定数で出現する先天的な疾患（先天性異常）がある。例えば、「兎口」とも云われる唇裂や、豊臣秀吉の指が六本あったことなどで知られる多指症などがある。また、血液凝固因子の欠落から来る血友病や、新生児の1％で存在するとされる心室中隔欠損症などを代表とする心臓の異常などは先天的な疾患である。

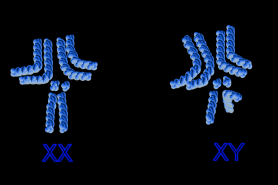
性染色体（XX型とXY型）

#### 性別の分化
先天的な決定で、非常に一般的なものは、男性と女性という性別の決定である。これは、遺伝子において明確な違いが存在するのであり、女性は二つの X 染色体を通常持ち、XX 型の性染色体となる。他方、男性は X 染色体に加えて、それとは異なる Y 染色体を持ち、XY 型の性染色体となっている。このため、性別の基本的な遺伝子的決定は先天的である。この場合でも、遺伝子異常が少数あり、XXY 型や、XXX 型と云った遺伝子の変異がある。
しかし性別における先天的決定は、遺伝子だけではなく、胎児段階での発生と発達におけるホルモン環境などによっても分化が決まって来ることが分かっている。一次生殖器における男性型と女性型への分化は、胎内での発達で決まって来ているが、これも「生まれる前」であるため、先天的である。また性差は大脳の発達でも現れ、男性の大脳の方が先天的に女性より大きい。また左右大脳半球を繋ぐ神経線維の束である脳梁の太さが男女で差異がある。女性の方が脳梁は太く複雑である。
身体や大脳における解剖学的な性差は、主に性ホルモンの相互作用で決まるが、遺伝子異常でない場合においても、一次生殖器や外性器が誕生時点で男女どちらとも付かない中間の場合がある。性的指向における同性愛や異性愛について、先天的な要因の影響が示唆されているが（例えば出生順の影響説）まだ明らかではない。

#### 身体的な先天性

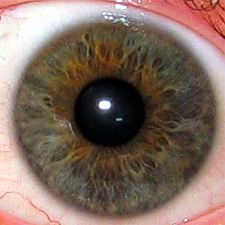
濃色の眸（褐色）

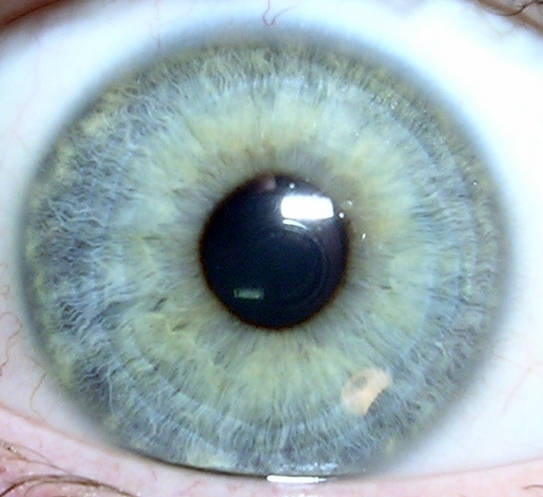
淡色の眸（水色）

性別の先天的な区別以外に、身体の様々な特徴が先天的な影響を受ける。男性と女性の体格は環境の影響を受けるが、同じ環境で育った場合でも平均的には差が観察される。出産時点では、男児と女児は外見では殆ど同じような身体を持っているように見えるが、すでに男女分化の基本的な枠組は先天的に決定されているとも云える。
性の分化以外にも、先天的な身体的形質は多数ある。外見的に分かりやすいのは、眸の色や髪の色である。人種的・民族的特徴である肌の色、高い鼻梁、彫りの深い容貌と平板な容貌などの違いも遺伝的な差異である。
血液型は、代表的な ABO による四つの類型以外にも幾つかの分類があるが、これらも遺伝に決まっている。身体の生理機構においても先天性や趨向性が存在し、アセトアルデヒド脱水素酵素を持つか持たないかで、酒の酔いに対する反応が異なる。特定の身体疾患に対する親和性も遺伝的な影響を受ける。

### 精神・心における先天性
人間は、身体的な先天性以外に、精神や心、パーソナリティも先天的な影響を受けると考えられている。誕生とほぼ同時に別々となり、異なる環境で育った一卵性双生児の心理や行動の比較研究が行われている。ただし一卵性双生児を用いた研究の解釈には議論がある。環境による発達への影響を考慮しても説明の付かない差異や、逆に相同性が血縁者とのあいだに有意に見出されるとき、人間の精神や心への遺伝の影響が推測できる。

#### 人間としての独自性

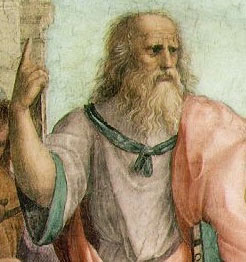
プラトーン（ラファエル画）

人間が他の動物のように振る舞わず、また他の動物が人間のように振る舞わないのはそれぞれが祖先から受け継いだ遺伝的要因に強く制約されているためであるが、特に人間性の先天性に関しては議論がある。
- 人格あるいはパーソナリティ： 人間が別の人間とのあいだに「人間的関係」を結び、人格的な交流・親交を行うことができるのは、人間がまさに人間であるが故であるが、このような「人間性」の基盤に、仮説としては、大脳の神経のネットワークが張ると考えられる「人間の意識」「人格」の先天的な構造が考えられる[要出典]。

- 言語： このような人間存在の独自のありようの一つに、言語を持つという特徴がある。人間は発達心理学の研究からすると、言語をみずから積極的に求め言語の構造を自発的に創造する能力を持っている。ノーム・チョムスキーの生成文法や普遍文法は、このような言語能力が人間に先天的に備わる構造であることを示している[要出典]。

- 知能・思考力： 言語と知能あるいは思考は別のものか、または同じものを別の面から見ているのか解釈が分かれるが、言語能力の拡大と知能や思考力の拡大は明らかに相関がある。しかし知能や思考には、感覚運動系に特化して発揮される次元も存在しており、言語能力が即ち知能や思考力ではない。言語も思考力も学習や経験を通じて展開するが、学習や経験・知識の有機構造化を可能とする基盤能力は先天的だと云える[要出典]。

- 気質・心理傾向： 気質は人間個々人の性格において、生物的・身体的な面と関係する趨向だと考えられているが、多様なものを含むと云える。気分が変わりやすいとか、何か一定のことを思いこむと、何時までもその思いに執着するとか、逆にものごとに拘りがなく、喜びや悲しみの表現が豊かであるとかは、後天的な環境や学習の影響もあるが、生まれながらの先天的な要因である可能性が高い[要出典]。

これらは、誕生の後で両親と別離し、人格の発達において両親による影響がないと考えられるケースで、特定の個人の心理傾向が、その両親のどちらかや、または遺伝的に関係ある近縁者と有意な相関を持つことから、遺伝的な素因が考えられる。「犯罪者の家系」というのは、或る種の心理傾向の遺伝的な継承から生じているとも云える。後天的な環境決定説では説明できない事例が存在する。

## 哲学における先天性
哲学、とりわけ認識論においては、ある精神の能力や趨向、認識の内容やその形式の存在可能性などが、生まれつきか後天的かという議論が存在する。
哲学においては、人間の精神は先天的に、ある原型的な構造あるいは枠組みを持っており、経験や知識がこの枠組みのなかに分類されて収められ、有機的な連関構造が築かれるときに認識が成立するという考えと、人間の認識は単純な知覚等の複合による後天的な構造構成から成立するとする二つの主要な考えがある。
前者はイマヌエル・カントが代表する「超越論的な（先験的な、transzendental ）認識論」であり、後者はデイヴィッド・ヒュームなどが代表する「経験主義の認識論」であると云える。

### ア・プリオリとア・ポステリオリ

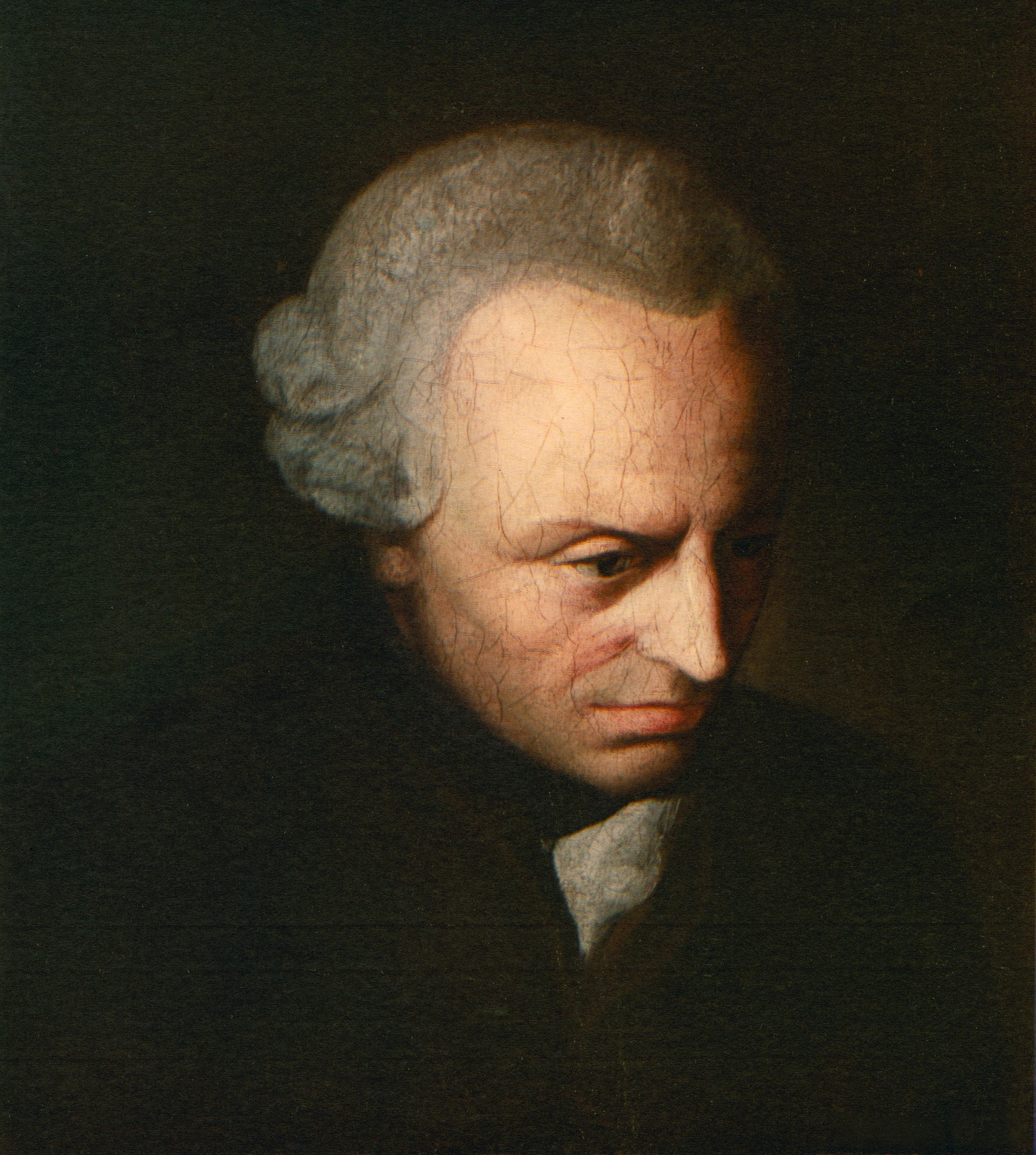
イマヌエル・カント 肖像

「ア・プリオリ」はラテン語で、「の前に（a priori）」を意味する言葉から来た哲学用語で、「ア・ポステリオリ」すなわち「の後に（a posteriori）」を意味する用語の対語である。ア・プリオリを日本語に訳して「先天的」とか「先験的」とか云う（カントの哲学で云う「先験的」は、a prori のことではなく、「超越論的」とも云う）。これに対し、ア・ポステリオリは日本語に訳すと、「後天的」または「経験的」と云う。「ア・プリオリな認識」あるいは「ア・プリオリな知識」という風な形で使う。「ア・プリオリ」とは人間の主体にとって、経験に先立ってすでにその精神のなかに含まれている何かを言う。それは経験しないで知っている認識内容であったり知識であったりする。
古代ギリシアの哲学者であるプラトーンはイデア説を主張し、人間はこの「事物の世界」（Reich der Dinge）に生まれて来る前には、イデア界にその魂が存在したのであり、人間の魂にはイデア界で知った知識が含まれていると主張した。これは、「この世＝事物の世界」での経験を積む前にすでに知っている知識であり、先天的な知識と云うことになる。プラトーンは、数学に関する知識が純粋論理的な知識であり、人間は経験で学習しなくとも数学的な真理をみずからの純粋思考で導入できるとし、これがイデア界に魂がかつて存在した証明であるともした。
西欧近世のドイツ観念論哲学の代表的哲学者であるイマヌエル・カントは、ア・プリオリな知識や認識は存在するとし、これをプラトーンと同様に数学の真理に関する人間の認識力・知識に求めた。数学の公理や定理、そして論理学の規則は、人間がこの世での経験を通じて学習し見出した知識ではなく、経験の前に、すなわち先天的（ア・プリオリ）に主体が知っている知識である。カントの超越論的認識論におけるこの「先天的な知識」は、厳密に云えば、生物学的に人間個人が「生まれる前から」持っている知識という意味ではない。
しかし、言語や思考、論理の原型的な構造が、生まれる前から人間の精神には備わっているという現代の発達心理学や言語学の知見から云えば、カントのア・プリオリな認識や知識は、言語や論理の生成的な先天的な構造の存在と同じことを示唆していることにもなる。